# KNBわいどプラス1
『KNBわいどプラス1』（ケイエヌビーわいどプラスワン）は、1999年3月29日から2006年3月31日まで北日本放送（KNBテレビ）で平日夕方に放送されていたローカルワイド番組（夕方ワイド番組）である。

## 概要
KNBのこの時間帯は、番組開始前まで17時台前半がアニメや特撮番組の枠で、17時台後半 - 18時台にかけては『KNBニュースプラス1』が放送されていた。当時富山県内では夕方ワイド番組が放送されておらず、辛うじて『KNBニュースプラス1』のようなローカルワイドニュースが編成されている程度であった。そんな中で、県内初の夕方ワイド番組としてスタートした。
番組は2006年3月31日に終了し、7年間の歴史に幕を下ろした。これにより、『いっちゃん☆KNB』の開始までKNBテレビからは一旦夕方ワイド番組は姿を消すことになった。

## 放送時間
放送時間は、7年間の放送の中で大きな変動は見られなかった。
番組表上では16:55 - 19:00までだったが、『わいどプラス1』自体は16:55 - 17:50の約1時間番組だった。17:50からの『NNNニュースプラス1』と18:17からの『KNBニュースプラス1』は、後述の『ユメデジ。プラス1』が発足するまで『わいどプラス1』に内包の扱いだった。実際に、エンドタイトルは『わいどプラス1』ではなく、『KNBニュースプラス1』のものが出されていた。
末期における放送時間は次のとおり。
- 16:55 - 19:00
  - 16:55 - 17:50 KNBわいどプラス1
  - 17:50 - 18:17 NNNニュースプラス1
  - 18:17 - 19:00 KNBニュースプラス1

なお、祝日には基本的に17:25 - 19:00までの短縮版で放送されていた。

## ユメデジ。プラス1
2004年10月にKNBでも始まった地上デジタル放送に合わせて制定された、この時間帯のゾーン編成に対する名称。それまでは『わいどプラス1』がそれぞれの番組を内包する形だったが、この名称を制定してからは3番組は独立扱いになり、それらが放送されている時間帯に『ユメデジ。プラス1』という名称を被せた複合型のローカルワイドになった。とはいえ、この名称は番組表に載る程度であり、放送上でこの名称が出ることはほとんど無く、番組自体もデジタル放送でハイビジョンになったなどの点を除けば特に目立った変更も無かった。なお、後番組の『KNB Newsリアルタイム』や『いっちゃん☆KNB』では、このようなゾーン編成は行われていない。

## 出演者

### 司会者
番組開始 - 2004年3月
- 渡辺一宏（当時北日本放送アナウンサー）
- 山村美樹（当時北日本放送アナウンサー）

2004年4月 - 番組終了
- 宮入千洋（当時北日本放送アナウンサー⇒現信越放送アナウンサー） - 水曜日のみリポーターを務めていた。
- 中里美佳（当時北日本放送アナウンサー）

### リポーター
番組末期
- 栂安亜紀（当時北日本放送アナウンサー） - 水曜日にはメインMCを担当。
- 藤沢姉弟（姉・さなえと弟・裕一からなる漫才コンビ）
- 山村美樹（当時北日本放送アナウンサー）

かつては小林淳子や宮入が中継を担当していた時もある。また、2004年以前には稲垣真一（当時北日本放送アナウンサー⇒現石川テレビアナウンサー）が中継を担当していた。その当時は富山駅前だけであった。

### 天気キャスター
- 辻村真理子（当時北日本放送アナウンサー）
- 鍛冶絵里子（当時北日本放送アナウンサー）

## 末期のコーナー
わいど特選情報
さまざまな企業の商品をPR映像で紹介するコーナー。メインキャスターの2人がKNB本社玄関前で番組タイトルコールを行った後、スタジオに移動するまでの合間に行われていた。このコーナーの後にさらにCMを挿んでいた。
わいど特集
女性にとって得する情報を特集していた。
今日の夕食
和食・中華・洋食などの様々なレパートリーの料理を紹介していた。
駅前ウォッチング
水曜。中里美佳が担当。JR富山駅前を舞台に、雑学知識や最新トレンド情報を紹介。出演者へのクイズ出題もあり。
駅前クイズぴったんこ
月曜。藤沢姉弟が担当。富山駅前に用意された5つの箱の中身を、メインMCの2人が駅前で見つけた一般市民が出すヒントを基に当てる。宮入・中里が箱の中身5つ全てを当てることができれば現金1万円がプレゼントされた。かつては小林が担当。
わいどカタログ生中継
木曜。山村美樹が担当。話題になっている商品やその他の流行しているものを紹介していた。

## 備考
木曜日には江戸風俗研究家の人物が持参する着物で出演。料理コーナーの試食のときに着物の解説をしていた。これは番組始まってからのしきたりだった。
かつてはNHK富山の『とやま 夢・航海』も駅前から中継を実施していたが、時間帯が被って本番組が中継をしている模様が後ろで映ってしまうことがあった。現在、富山県内の放送局で駅前から中継を実施しているのはKNBのみである。その他の局は会社前から中継を行うことが多い（NHK富山や富山テレビ）。

## 関連番組
- KNBニュースプラス1